# Kapelica sv. Dujma u Splitu
Kapelica sv. Dujma nalazi u Splitu, na Kmanu, na adresi Kmanski prilaz VII.

## Opis
Građena je od 18. do 19. stoljeća. Kao i crkva sv. Duje u Dujmovači, ova skromna kapelica u splitskom predjelu Kman izgrađena je na mjestu na kojemu su u 7. stoljeću Splićani drugi put otpočinuli na putu kojim su prenosili kosti sv. Dujma iz Solina u Split. Polovicom 18. stoljeća, podignuta je mala posvećena niša, temeljito obnovljena i proširena 1889. godine, kako kazuje natpis na pročelju. U obližnjem samostanu salezijanaca, čuva se slika sv. Arnira, sv. Dujma i sv. Anastazije iz ove kapele.

## Zaštita
Pod oznakom Z-4640 zavedena je kao nepokretno kulturno dobro - pojedinačno, pravna statusa zaštićena kulturnog dobra.

## Vanjske poveznice
|  | Zajednički poslužitelj ima još gradiva o temi Kapelica sv. Dujma u Splitu |